# Félix Vallotton
Félix Vallotton (Lausana, 28 de desembre de 1865 – Neuilly-sur-Seine, novembre de 1925) va ser un pintor i gravador d'origen suís i nacionalitzat francès. Membre del grup dels nabís que a finals del segle xix va enllaçar les novetats dels postimpressionistes amb la nova generació avantguardista de principis del segle xx. Encara que no gaudeix del prestigi de Pierre Bonnard, és un nom assidu en les subhastes d'art i la seva producció penja en els més reputats museus.

## Biografia
Félix Vallotton va néixer a Lausana (Suïssa) i després d'estudiar llatí i grec, amb 17 anys va viatjar a París per a aprendre pintura en l'Académie Julian. Va progressar ràpidament, i el març de 1883 va superar el concurs d'accés a l'École des Beaux-Arts, quedant quart en una promoció de setanta alumnes. En els seus primers anys es va interessar pel retrat. De 1887 és el seu Retrat del gravador Jasinski amb barret, on es va desenganxar dels ensenyaments acadèmics. Ocasionalment retornava a Suïssa, on pintava paisatges en la regió de Vaud, i a París es va interessar pel gravat; va realitzar dos aiguaforts inspirats en Rembrandt i Jean-François Millet.
El 1891, va produir les seves primeres xilografies i va presentar deu pintures en el seu debut en el Salon des Indépendants. Va formar part del grup dels nabís, al costat de Bonnard, Édouard Vuillard i Paul Sérusier, on tenia el malnom del «nabí estranger». Els nabís (profetes) reprenien els ensenyaments de Gauguin, Toulouse-Lautrec i Van Gogh, autors que havien treballat per separat, i els van fondre en un estil definit que es transmetria a la generació posterior de Cézanne, Matisse, etc.
Vallotton va prosseguir la seva producció xilogràfica, que el 1892 va ser elogiada en la revista L'Art et l'Idée. Exemple d'aquest gènere és el Retrat del pintor Puvis de Chavannes (1898), tribut pòstum al controvertit pintor simbolista.
Va participar amb quatre estampes en altra exposició dels nabís, i la seva tasca en aquest camp (sobretot il·lustracions per a llibres i premsa) li va permetre subsistir, compaginada amb retrats per encàrrec. En aquesta època va concloure la seva obra mestra, La malalta (París, col·lecció privada), on es va ajustar una mica a la tradició, amb un virtuosisme tècnic i amor pel detall.
El 1893, Vallotton va presentar en el Salon des Indépendants l'obra Bany en una tarda de tardor (Zúric, Kunsthaus), que reflecteix el pas d'una pintura descriptiva a una figuració sintètica més pròxima al gravat. Va exposar amb els nabís en la galeria d'Ambroise Vollard de París (1897) i dos anys després en la Durand Ruel de la mateixa ciutat.
El 1900 va obtenir la nacionalitat francesa. Fita important en la seva carrera va ser l'exposició d'una desena de les seves pintures en la Sezession de Viena (gener de 1903), que van merèixer les felicitacions de Gustav Klimt i Ferdinand Hodler. La seva producció va seguir centrant-se en interiors i paisatges: Paisatge de Locquirec (Moscou, Museu Puixkin), Dona dormint (col. part.), Dama al piano (1904; Sant Petersburg, Ermitage). El 1906 va produir una important sèrie de nus, va viatjar a Roma, Florència i Pisa, i a l'any següent va visitar Nàpols.
El 1908, Vallotton va mostrar obra en la Sezession de Múnic i en l'Exposició del Toisón d'Or de Moscou, on es van vendre nombroses peces. A l'any següent, va participar en la fundació de la Acádemie Ranson, amb Vuillard, Bonnard i altres, i la Kunstlerhauss de Zuric li va dedicar una mostra individual. Va exposar 49 obres en la galeria Druet de París, i el seu art va arribar per mitjà d'altres mostres a ciutats com Londres, Praga o Estocolm.
Van ser anys d'èxit comercial per Vallotton, que van propiciar que el seu germà Paul obrís una galeria d'art a Lausana. No obstant això, la Primera Guerra Mundial va repercutir en les seves vendes fins a implicar-li problemes econòmics. Va realitzar diverses obres inspirades en el conflicte. Va intentar allistar-se, però va ser rebutjat per la seva edat. Després del seu èxit en el Salon d'Automne, es va instal·lar a Canha de Mar l'hivern de 1920, encara que va visitar diverses regions en els següents anys. Va exposar amb el seu marxant habitual, Druet, i el 1925 en el nou Saló de les Teuleries de París. Al novembre d'aquest any, va ser hospitalitzat i va morir després d'una operació. El 1998 es va instituir una fundació a Lausana, per a l'estudi i difusió de l'art de Vallotton.